# Ted Bundy (film)
Ted Bundy är en amerikansk kriminalfilm från 2002 om seriemördaren Ted Bundy. Filmen, som regisserades av Matthew Bright, framställer Bundys våldtäkter och mord på unga kvinnor i detalj. I rollen som Ted Bundy ses Michael Reilly Burke och rollen som hans flickvän Lee görs av Boto Bliss.

## Rollista (urval)
| Michael Reilly Burke | – Ted Bundy                                               |
| Boto Bliss           | – Lee, rollen baserad på Elizabeth Kloepfer               |
| Steffani Brass       | – Julie                                                   |
| Eric Da Re           | – man på party                                            |
| Tricia Dickson       | – Barbara Vincennes, rollen baserad på offret Lynda Healy |
| Matt Hoffman         | – Arnie                                                   |
| Tracey Walter        | – Randy Meyers                                            |